# Deák László (költő)
Deák László (Budapest, 1946. október 9. – Budapest, 2009. december 30.) költő, író, szerkesztő, képzőművész, könyvkiadó, a Magyar Írószövetség választmányi tagja.

## Élete és munkássága
Szülei Deák László és Mercz Ilona voltak. A budapesti Fazekas Gimnáziumban érettségizett 1965-ben, majd a határőrséghez került, ahonnan 1968-ban szerelt le. 1968–1982 között a Képzőművészeti Kiadónál dolgozott mint dekoratőr, kiállításrendező és – saját szavaival élve – „reklámos”. Képeivel 1968 óta szerepelt kiállításokon. 1969-ben művészbarátaival megalakította a No 1 elnevezésű képzőművész csoportot. 1970-től a Pannónia Rajzfilmstúdióban dolgozott. Első versei 1977-ben jelentek meg a Mozgó Világ folyóiratban. 1979-ben jelent meg első önálló verseskötete  Magasles címmel, melyet aztán számos további verseskötet követett. 1982–1990 között a Magvető Könyvkiadónál irodalmi szerkesztőként dolgozott. 1990-től a Magvető Kiadóból kivált Orpheusz Kiadó ügyvezető igazgatója volt. A kiadó 1990 és 2009 között több mint 300 kötetet jelentetett meg.

## Kötetei
- Magasles (Budapest, Magvető Könyvkiadó, 1979)
- A közös csapda : Deák László versei (Budapest, Magvető Könyvkiadó, 1982)
- A gyarló esély (Budapest, Magvető Könyvkiadó, 1985)
- A változatlan hatalma (Budapest, Magvető Könyvkiadó, 1988)
- Az árvaság kora : válogatott és új versek (Budapest, Magvető Könyvkiadó, 1994)
- Fojtatás (Budapest, Nap, 2003)
- Emlékkönny (Budapest, Nap, 2006)
- A felejtés angyala (Budapest, Nap, 2009)
- Fogadom ajándékod, idő. Válogatott versek; vál., szerk. Zsille Gábor; Ráció, Bp., 2010 (Kortárs költők kincsestára)
- Napló, 1980-1990; sajtó alá rend. Kemsei István; Nap, Bp., 2012
- Repkény; Orpheusz, Bp., 2016